# Andy McBrine
Andrew Robert McBrine (* 30. April 1993 in Donemana, Vereinigtes Königreich) ist ein nordirischer Cricketspieler, der seit 2013 für die irische Nationalmannschaft spielt.

## Kindheit und Ausbildung
McBrine entstammt einer Cricket-Familie. Sein Vater Junior McBrine und Onkel James McBrine spielten beide für Irland First-Class-Cricket. In seiner Jugend spielte er zunächst als Batting-All-rounder. Auch spielte er im U19-Team Irlands.

## Aktive Karriere
Sein Debüt in der Nationalmannschaft gab er im März 2014 beim ICC World Twenty20 2014 gegen Simbabwe und erzielte dabei 2 Wickets für 26 Runs. Im September folgte auch sein ODI-Debüt gegen Schottland. Daraufhin wurde er für den Cricket World Cup 2015 nominiert und erzielte dort als beste Leistung 2 Wickets für 63 Runs gegen Südafrika. Auch wurde er für den ICC World Twenty20 2016 nominiert und erzielte dabei unter anderem gegen Oman 2 Wickets für 15 Runs. Im März 2017 erzielte er bei der ODI-Serie in den Vereinigten Arabischen Emiraten 3 Wickets für 42 Runs. Kurz darauf wurde er jedoch aus dem Kader gestrichen und spielte mehr im heimischen Cricket und für die A-Mannschaft Irlands. Im Januar 2018 kehrte er ins ODI-Team zurück und konnte dann beim ICC Cricket World Cup Qualifier 2018 gegen Papua-Neuguinea 3 Wickets für 38 Runs erreichen. Jedoch hatte er auch danach Schwierigkeiten sich im Team zu halten.
Im März 2019 gab er dann gegen Afghanistan sein Test-Debüt. Im Januar 2021 erzielte er in der ODI-Serie gegen Afghanistan 5 Wickets für 29 Runs. Im folgenden September gelangen ihm 3 Wickets für 21 Runs gegen Simbabwe. Dies brachte ihm eine Nominierung für den ICC Men’s T20 World Cup 2021, bei dem er jedoch nicht zum Einsatz kam. Nach dem Turnier reiste er mit dem Team in die West Indies und konnte dort in der ODI-Serie zwei Mal vier Wickets (4/36 und 4/28) erreichen. Dafür wurde er beide Male als Spieler des Spiels und letztendlich der Serie ausgezeichnet. In der Folge spielte er vorwiegend im Twenty20-Team, wurde jedoch letztendlich nicht für den ICC Men’s T20 World Cup 2022 nominiert und dabei im Kader durch Simi Singh ersetzt.